# Медведский, Василий Лаврентьевич
Василий Лаврентьевич Медведский (1896—1945) — начальник 4-го отдела 3-го Управления НКГБ СССР, комиссар государственной безопасности (1943).

## Биография
В органах государственной безопасности с 1919. С июля 1920 до июля 1936 работал старшим оперуполномоченным, начальником оперативного пункта ОДТО ОГПУ станций Витебск, Минск, Брянск, Полоцк, Курск, Москва Московско-Курской железной дороги, затем Северной железной дороги. С 23 июля 1936 до июля 1937 оперуполномоченный 9-го отделения Транспортного отдела ГУГБ НКВД СССР, после чего до 1 марта 1938 оперуполномоченный 1-го отделения, затем 2-го отделения 11-го отдела ГУГБ. С 1938 помощник начальника 2-го отделения 11-го отдела. С 5 ноября 1938 до августа 1939 начальник 1-го отделения 2-го отдела Главного транспортного управления (ГТУ) НКВД СССР. С 5 августа 1939 до января 1940 помощник начальника следственной части ГТУ НКВД СССР. С января 1940 до марта 1941 начальник дорожно-транспортного отдела железной дороги имени С. М. Кирова, затем Ленинградской железной дороги. С августа 1941 до 28 июня 1943 начальник Ленинградской, затем Северо-Печерской железной дороги, с 3 августа 1943 до 23 июня 1945 начальник 4-го отдела 3-го Управления НКГБ СССР.

## Звания
- майор ГБ (25 мая 1942);[1]
- полковник ГБ (14 февраля 1943);
- комиссар ГБ (20 сентября 1943).